# 技術百科事典

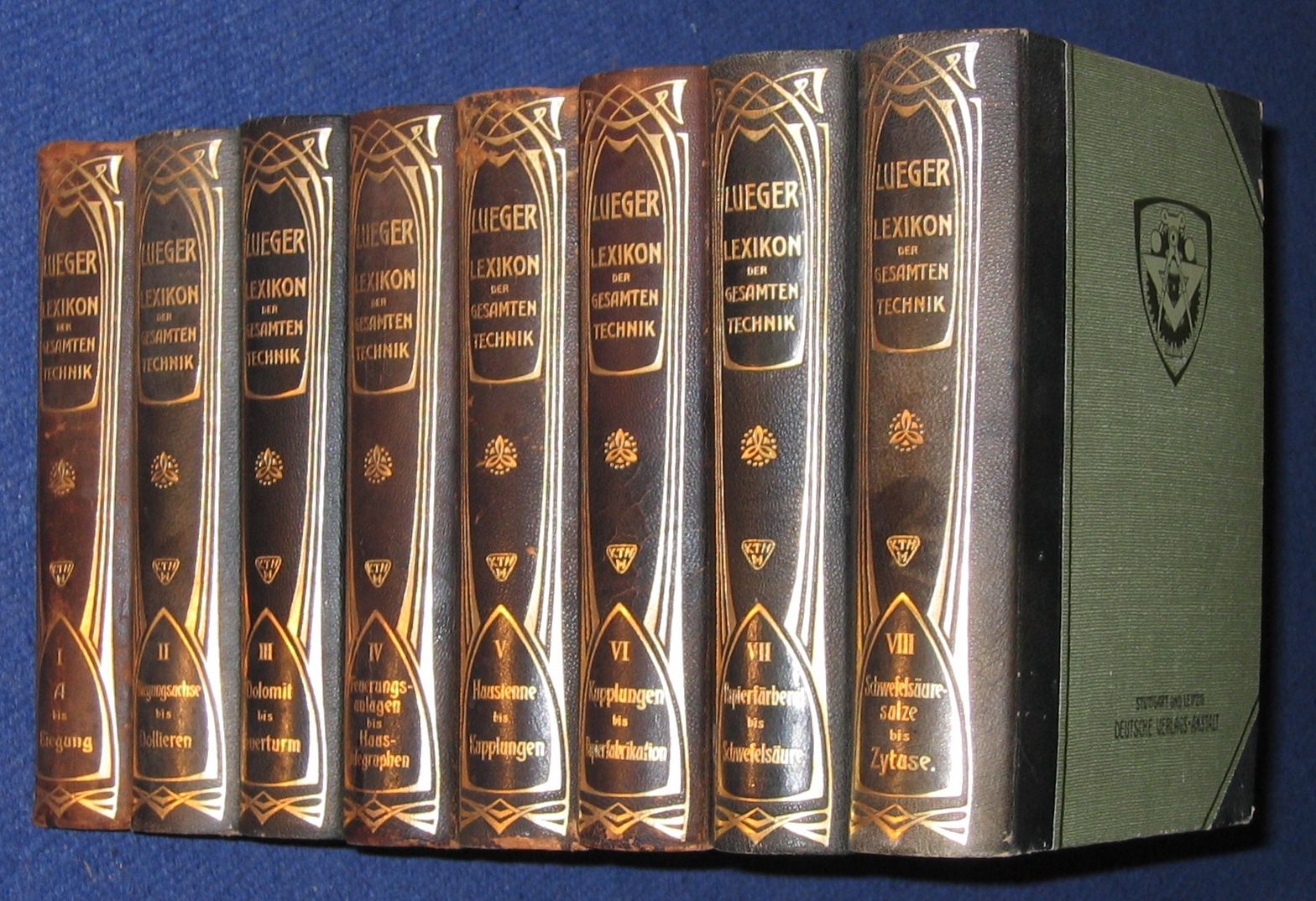
技術百科全書（1904年の第2版、全8巻）

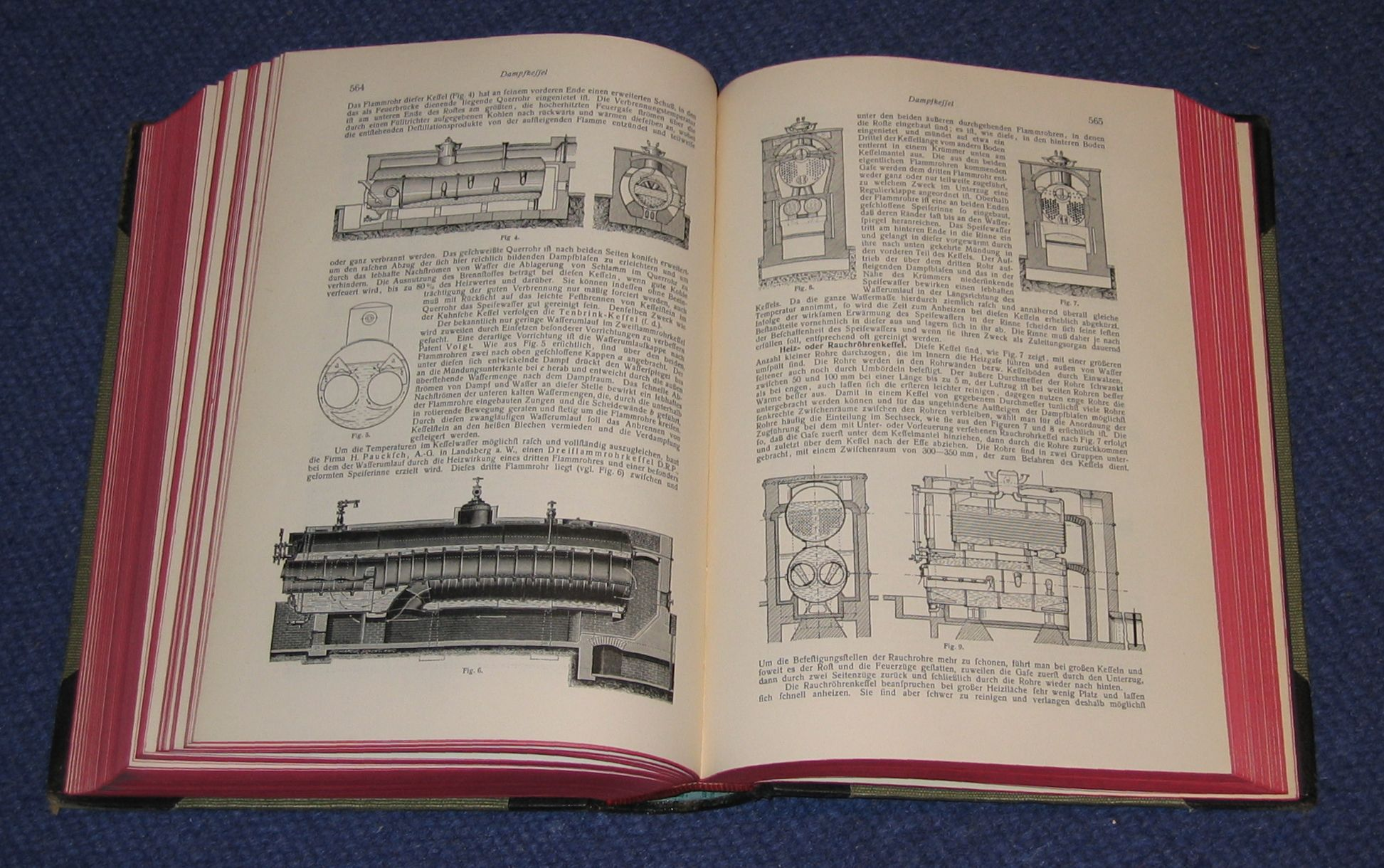
技術百科全書（1904年の第2版）の紙面

技術百科全書（ぎじゅつひゃっかぜんしょ、独: Lexikon der gesamten Technik）は、オットー・リューガー（ドイツ人技師、1843-1911）が執筆し、1894年に初版が発行された、建築、工学、製造技術に関するドイツ語の図解百科事典である。

## エディション
- 第1版、全7巻、1894–1899年
- 第2版、全8巻、1904–1910年（補巻2巻1914・1920年）
- 第3版、全6巻、1926–1929年（目次を分離し別巻に）
- 第4版、全17巻、1960–1972年